# 江西武夷山国家级自然保护区
江西武夷山国家级自然保护区是位于中国江西省铅山县，黄岗山西北侧，独竖尖东南侧，与福建武夷山国家级自然保护区相连的武夷山国家级自然保护区。
早在19世纪中叶，外国传教士就已经进入黄岗山南侧的挂敦附近进行科学考察，而黄岗山北侧直到20世纪50年代才有考察活动。1981年3月在此成立江西武夷山自然保护区。1992年在北京“中国自然保护区优先领域研讨会”上与福建武夷山保护区共同被列为中国40个具有国际保护意义的A级自然保护区。1995年两者被共同列为全球环境基金中国自然保护区管理项目示范保护区。2002年经国务院批准晋升为国家级自然保护区。在1981年保护区成立后，考察取得一系列成果。现已在保护区内发现高等植物2829种（含种以下单位）、脊椎动物418种等。2017年，武夷山边界调整项目在第41届联合国教科文组织世界遗产委员会会议上审议通过，江西铅山县武夷山成功列入世界文化与自然遗产地。